# Jacopone da Todi
Jacopone da Todi (n. c. 1236 - d. 25 decembrie 1306) a fost un călugăr franciscan și scriitor italian.
A dramatizat subiecte din Evanghelie, fiind unul din pionierii teatrului italian.
A scris o lirică de adorație mistică, alternând cu versuri de vehemență satirică.
Pentru atitudine sa antipapală, a fost excomunicat și arestat.

## Scrieri
- 1303/1306: Stabat mater
- 1490: Laudele fratelui Iacopone ("Laude di frate Jacopone").

1. 1 2  Archivio Storico Ricordi, accesat în 3 decembrie 2020
2. ↑  Czech National Authority Database, accesat în 1 martie 2022
3. ↑  CONOR.SI[*] Verificați valoarea |titlelink= (ajutor)